# Wohlen bei Bern
Wohlen bei Bern é uma comuna da Suíça, situada no distrito administrativo de Berna-Mittelland, no cantão de Berna. Tem 36,3 km² de área e sua população em 2018 foi estimada em 9.281 habitantes.